# Kraussaria corallinipes
Kraussaria corallinipes är en insektsart som först beskrevs av Karsch 1896.  Kraussaria corallinipes ingår i släktet Kraussaria och familjen gräshoppor. Inga underarter finns listade i Catalogue of Life.